# Euknemoplia virgulata
Euknemoplia virgulata är en skalbaggsart som beskrevs av Marc Lacroix 1997. Euknemoplia virgulata ingår i släktet Euknemoplia och familjen Melolonthidae. Inga underarter finns listade i Catalogue of Life.